# Condado de Paintearth n.º 18
El condado de Paintearth n.º 18 es un distrito municipal canadiense situado en la provincia de Alberta.

## Superficie
Paintearth n.º 18 tiene una superficie de 3239,58 km².

## Demografía
En 2021, tenía 1990 habitantes, una densidad poblacional de 0,6 hab./km², y 720 viviendas.